# Štítník červený
Štítník červený (Chelidonichthys lucerna) je mořská ryba z čeledi štítníkovitých, která dorůstá velikosti obvykle 25 až 50 cm, ve výjimečných případech až 75 cm obývající velkou oblast Atlantského oceánu od Senegalu až po Norsko. Jedná se o dravou rybu, která se živí drobnými malými rybičkami a korýši.

## Rozšíření
Štítník červený se vyskytuje v severních a východních oblastech Atlantského oceánu, kde obývá pobřeží od severozápadního pobřeží Afriky, přes Středozemní moře, Černé moře a Norské moře. Nevyskytuje se v pobřežních vodách Islandu, Madeiry a ani Azorských ostrovů.

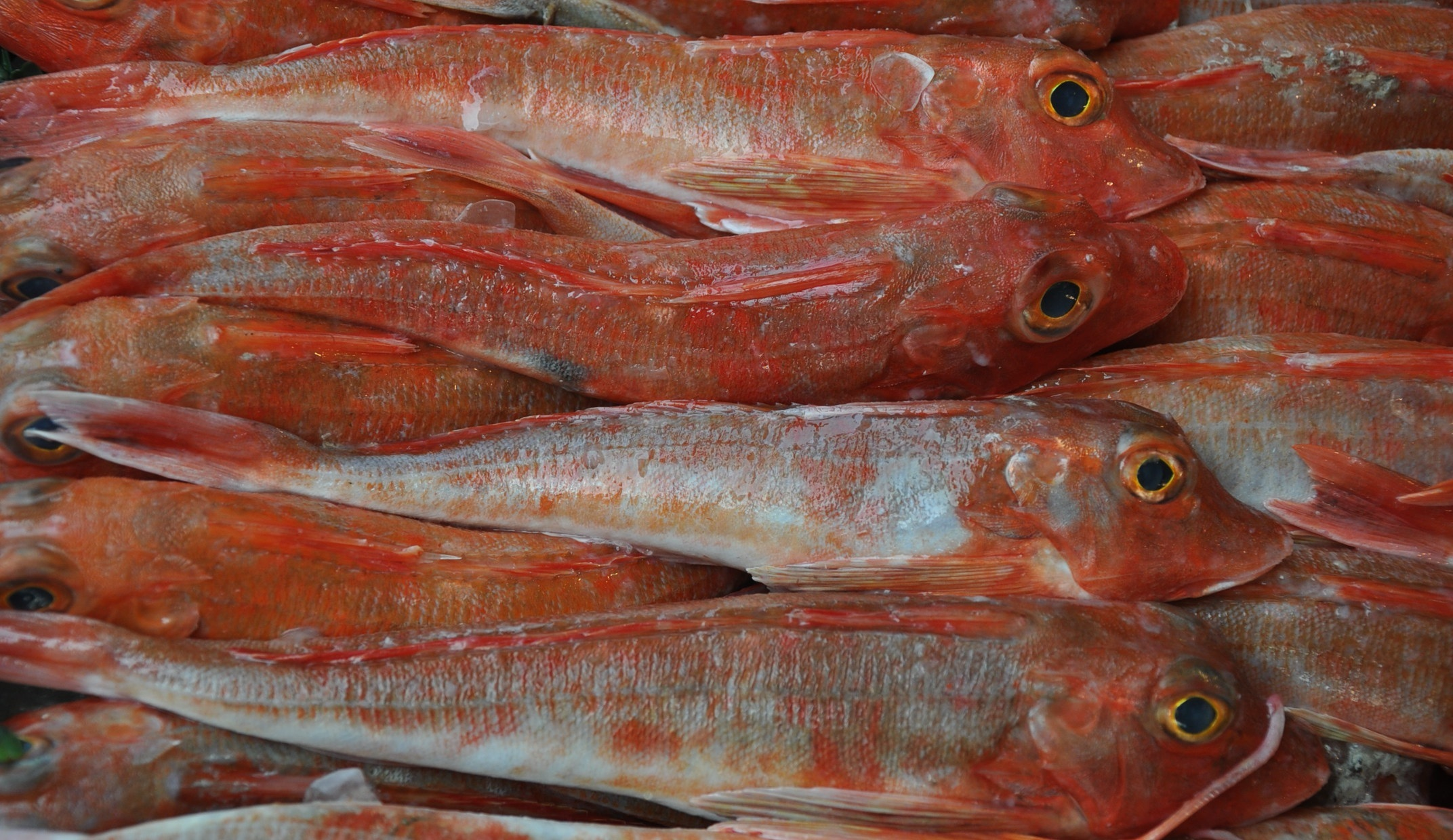
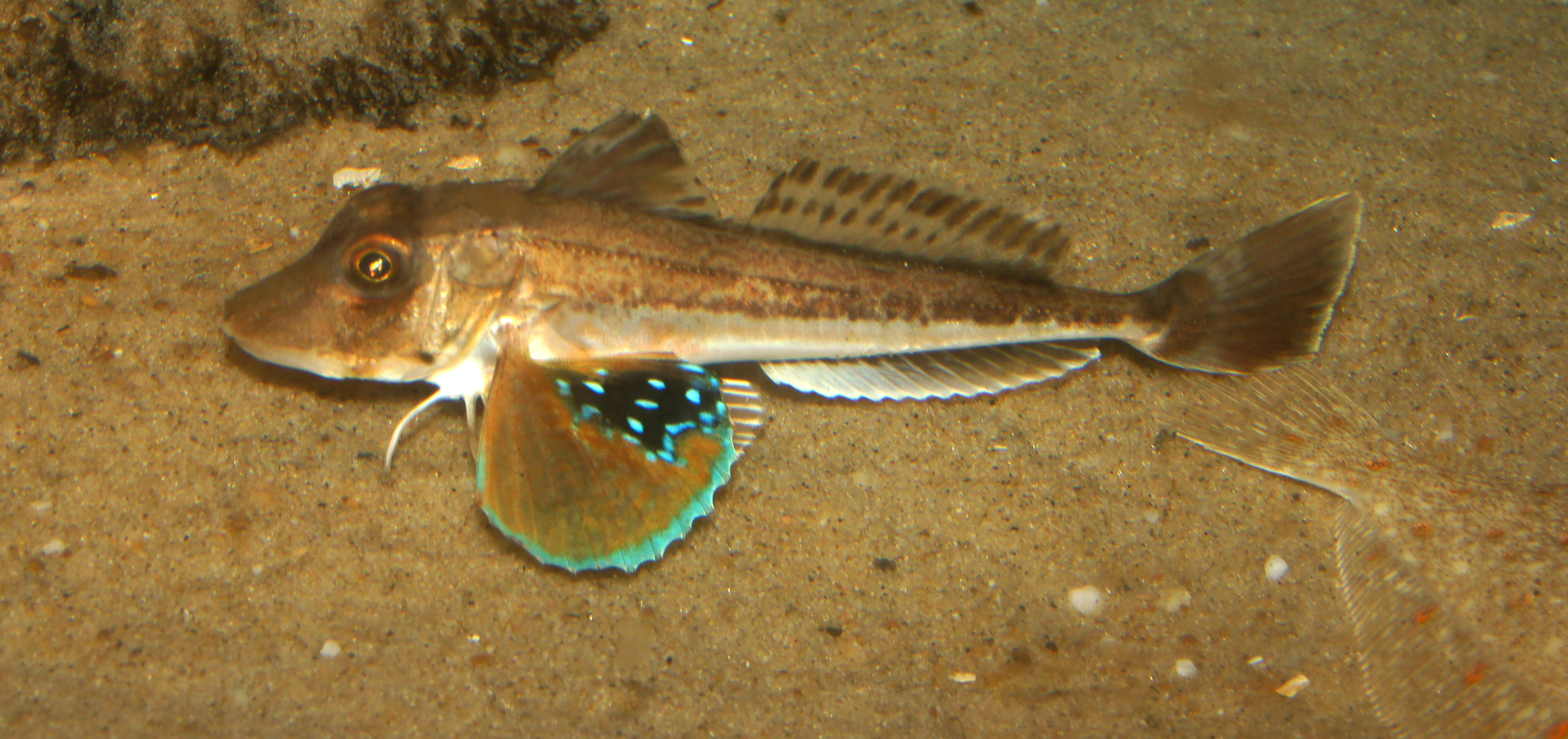